# ボビー's スタジアム
ボビー's スタジアム（ボビーズ スタジアム）は、テレビ埼玉で放送されていたバラエティ番組。2009年4月13日より月曜日18:30 - 19:00にて放送開始、通称『ボビスタ』。
2010年4月10日より土曜18:30 - 19:00が本放送、翌日の日曜昼と水曜夜が再放送に変更。
2014年10月2日より木曜23:00 - 23:30が本放送、土曜夜に再放送という放送スケジュールに変更され、これが最終回の2016年3月24日まで続いた。

## 概要
制作局であるテレビ埼玉の開局30周年記念事業によって制作されたレギュラー番組で、ボビー・オロゴンの初の冠番組でもある。
2010年4月10日放送分から内容が変更され、ボビーが自分の格好良い場面＝“マブシーン”を撮影するために2代目アシスタント溝口真央と共に様々な事に挑戦するという内容になった。
2代目アシスタント溝口真央が、学業とタレント活動の両立困難を理由に2011年9月をもって芸能界を引退したため、オーディションにより、同年10月から3代目アシスタント吉田奈央が選ばれ、2014年3月までの2年半務めた。
2014年4月より4代目アシスタントをタレント伊藤優衣が務めた。
なお、当番組のタイトル題字、提供クレジット、およびナレーション「ボビスタは、ご覧のスポンサーの提供で、お送りします」はボビー本人が担当した。ただし、ネット局では、この提供クレジットとナレーションが使用されない場合もあった。
2010年から札幌テレビ（日本テレビ系列）で土曜25時55分〜26時25分で放送したが、2015年10月を以て打ち切り。また、2011年4月から三重テレビでも放送開始。tvkでもテレ玉と同じ毎週土曜日18:30〜19:00に放送。2012年4月以降はチバテレでも放送開始し、首都圏トライアングル全局で視聴可能であった。
なお、沖縄県の民放で当該番組は放送していないが、CATVの「宮古テレビ」で加入者向けに放送している（番組の企画で宮古テレビに放送の御礼と挨拶をすべく訪問している）。
番組内のBGMにゲーム（ドラクエ、マザー2など）のBGMが使われていることが多い。

## 出演者
- ボビー・オロゴン
- 伊藤優衣（2014年4月5日 -2016年3月24日 ）
- ヒデヨシ

### 過去の出演者
アシスタント
- 戸島花（2009年4月13日 - 2010年3月22日）
- 溝口真央（2010年4月10日 - 2011年9月24日）
- 吉田奈央（2011年10月8日 - 2014年3月22日）

## スタッフ
- ナレーター：山田香菜子→佐藤美樹
- 構成作家：今浪祐介
- プロデューサー：石川祥生
- ディレクター：高野雄太郎、小池宏、高橋英彦
- 広報：若井聡一郎
- アドバイザー：荒井浩史、出口雅史
- スタイリスト：大口アキラ
- 制作協力：ユーネット
- 製作著作：テレビ埼玉

## 放送局と放送時間

### 本放送
| 放送対象地域 | 放送局                        | 系列         | 放送日時                                                             | 備考 |
| ------------ | ----------------------------- | ------------ | -------------------------------------------------------------------- | --- |
| 埼玉県       | テレビ埼玉 (テレ玉/TVS)       | JAITS        | 木曜 23:00 - 23:30（本放送） 土曜 18時30分 - 19時00分（再放送）      | 制作局 再放送は、本放送の2日後 |
| 神奈川県     | テレビ神奈川 (tvk)            | JAITS        | 木曜 26時30分 - 27時00分 （※注）                                     | 2013年9月まで土曜 18時30分 - 19時00分 （※注）テレ玉の本放送より12日遅れ。 |
| 三重県       | 三重テレビ放送 (MTV)          | JAITS        | 土曜 12時00分 - 12時30分                                             | テレ玉の本放送より21日遅れ。 |
| 千葉県       | 千葉テレビ放送 (チバテレ/CTC) | JAITS        | 月曜 25時00分 - 25時30分                                             | テレ玉の本放送より約2週間遅れ。 2012年4月-9月は、水曜 15時25分 - 15時55分に放送。2012年10月-2013年3月は、水曜 19時00分 - 19時30分に放送。2013年4月-12月は、月曜 25時30分 - 26時00分に放送。 |
| 北海道       | 札幌テレビ (STV)              | 日本テレビ系 | 土曜 25時55分 - 26時25分                                             | テレ玉の本放送より約2ヶ月遅れ。2015年10月をもって放送終了 |
| 熊本県       | 熊本放送 (RKK)                | TBS系        | 第4火-金曜 15時30分 - 16時00分                                       | 2013年9月24日放送開始 原則毎月第4週だが、他にも穴埋めで放送の場合あり。 |
| 岐阜県       | 岐阜放送 (ぎふチャン/GBS)     | JAITS        | 土曜 22時00分 - 22時30分（本放送） 月曜15時00分 - 15時30分（再放送） | 2013年10月5日放送開始 |

### 不定期放送
| 放送対象地域              | 放送局            | 系列 | 備考 |
| ------------------------- | ----------------- | ---- | ---- |
| 沖縄県 宮古島市・多良間村 | 宮古テレビ（MTV） | CATV |      |